# Cristoforo Stati
Cristoforo Stati, född 1556 i Bracciano, död 1619 i Rom, var en italiensk skulptör. Han har bland annat utfört Maria Magdalena i Barberini-kapellet i Sant'Andrea della Valle samt en av relieferna på påve Paulus V:s gravmonument i Santa Maria Maggiore.

### Webbkällor

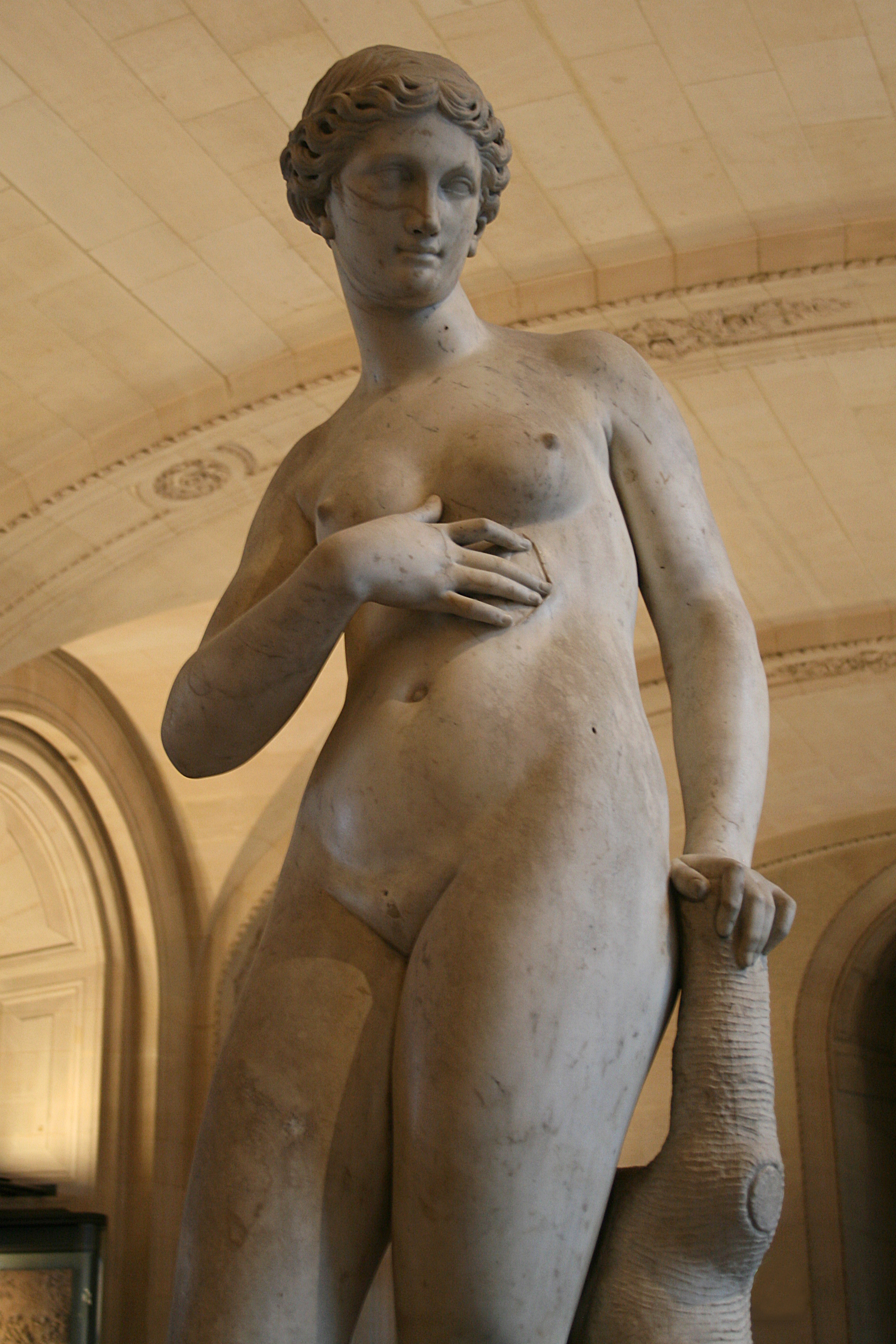
l'Amicizia, Louvren, Paris.